# فاطمة خانم
فاطمة خانم (1828 - 1904) هي الزوجة الثانية للميرزا حسين علي نوري مؤسس الدين البهائي المعروف بلقب بهاء الله، أطلق عليها بهاء الله لقب مهد عليا كلقب شرفي لها.

## حياتها
ولدت فاطمة خانوم عام 1828 في اقليم مازندران وهي بنت عم بهاء الله. تزوجت أول مرة وهي في الرابعة عشر من عمرها وتوفي زوجها وهي في السادسة عشر. تزوجت بعدها من بهاء الله عام 1849 في طهران وعاشت معه في قصر البهجة في السنوات الأخيرة من عمره، ذكر أحفادها انها احتلت مكانا شرفيا كبيرا اثناء حياه بهاء الله وانجبت له 6 من الأبناء.
بعد وفاة بهاء الله انضمت إلى طائفة البهائيون الموحدون التي كان يتزعمها ابنها ميرزا محمد علي افندي والملقب من أبيه بلقب (الغصن الأكبر). كانت في تلك الفترة من اشد اعداء طائفة البهائيون العباسيون التي كان يتزعمها عبد البهاء ابن زوجها وقد وصفها عبد البهاء انها من ضمن الفئة البهائية التي أطلق عليهم ناقضي العهد والميثاق.

## أبنائها من بهاء الله
انجبت فاطمة خانم لبهاء الله 6 أبناء منهم أربعة ذكور واثنين من الإناث
- صمدية خانوم: تزوجت من (مجد الدين) ابن أخ بهاء الله وكان زوجها من كبار معارضي طائفة البهائيون العباسيون ومن اشد انصار طائفة البهائيون الموحدون، توفيت صمدية بعد وفاة أمها حوالي عام سنة 1905.[3][4]
- محمد علي افندي: ولد عام 1853 وهو زعيم طائفة البهائيين الموحدين، أطلق عليه بهاء الله لقب (الغصن الأكبر)، توفي عام 1937 وقد سماه شوقي افندي فيما بعد (الحطب الأكبر) وفي بعض المصادر البهائية العباسية قد سمي (الناقض الأكبر).[3][4]
- ميرزا ضياء الله: ولد عام 1864 في ادرنة، شارك مع كلا الطرفين بعد موت بهاء الله (أي مع العباسيين والموحدين) لكنه في نهاية الامر انضم إلى طائفة شقيقه محمد علي افندي، توفي ميرزا ضياء الله عام 1898.[3]
- ميرزا بديع الله: الذي لقبه بهاء الله بلقب (الغصن الأنور) ولد عام 1867 في مدينة ادرنة وقد كان من مؤيدا لأخوانه الأشقاء ضد البهائيون العباسيون على الرغم انه في عام 1903 رفض مبدأ شقيقه ميرزا محمد علي افندي، بلغ عبد البهاء عباس بالولاء له واستنكر افعال ميرزا محمد علي وقد توفي في فلسطين عام 1950.[5]

### أخرون
- علي محمد الثالث: وقد مات وعمره سنتين في بغداد
- سدحيجية خانوم: ولدت في بغداد وماتت وعمرها سنتين في قسطنطينية

## وفاتها
توفيت عام 1904 عن عمر يناهز 76 عام.